# Heathen Chemistry
Heathen Chemistry je páté studiové album anglické rockové kapely Oasis. Bylo vydáno v roce 2002 u Big Brother Records.

## Seznam skladeb
| Pořadí | Název                                            | Autor                     | Délka |
| ------ | ------------------------------------------------ | ------------------------- | ----- |
| 1.     | The Hindu Times                                  | Noel Gallagher            | 3:46  |
| 2.     | Force of Nature                                  | N. Gallagher              | 4:51  |
| 3.     | Hung in a Bad Place                              | Gem Archer                | 3:28  |
| 4.     | Stop Crying Your Heart Out                       | N. Gallagher              | 5:03  |
| 5.     | Songbird                                         | Liam Gallagher            | 2:08  |
| 6.     | Little by Little                                 | N. Gallagher              | 4:53  |
| 7.     | A Quick Peep (instrumentální)                    | Andy Bell                 | 1:17  |
| 8.     | (Probably) All in the Mind                       | N. Gallagher              | 4:02  |
| 9.     | She Is Love                                      | N. Gallagher              | 3:09  |
| 10.    | Born on a Different Cloud                        | L. Gallagher              | 6:09  |
| 11.    | Better Man (obsahuje skrytou skladbu „The Cage“) | L. Gallagher/N. Gallagher | 38:03 |

## Obsazení

### Oasis
- Liam Gallagher – zpěv, tamburína, akustická kytara v „Songbird“
- Noel Gallagher – kytara, klávesy, zpěv
- Gem Archer – kytara, klávesy, klavír v „Stop Crying Your Heart Out“
- Andy Bell – baskytara
- Alan White – bicí

### Další hudebníci
- Paul Stacey – mellotron v „The Hindu Times“, klavír ve „Force of Nature“, „Hung in a Bad Place“ a „Born on a Different Cloud“, Hammondovy varhany v „Little by Little“
- Mike Rowe – klavír v „Stop Crying Your Heart Out“ a „Born on a Different Cloud“, harmonium v „She Is Love“, Hammondovy varhany v „(Probably) All in the Mind“, „She Is Love“ a „Born on a Different Cloud“
- Johnny Marr – kytarové sólo v „(Probably) All in the Mind“, slide guitar v „Born on a Different Cloud“, kytara a doprovodné vokály v „Better Man“
- London Session Orchestra – strunné nástroje v „Stop Crying Your Heart Out“
- Jay Darlington – klávesy